# Neoplecostomus variipictus
Neoplecostomus variipictus är en fiskart som beskrevs av Bizerril, 1995. Neoplecostomus variipictus ingår i släktet Neoplecostomus och familjen Loricariidae. Inga underarter finns listade i Catalogue of Life.